# Platycephalus fuscus
Platycephalus fuscus is een straalvinnige vis uit de familie van platkopvissen (Platycephalidae), orde schorpioenvisachtigen (Scorpaeniformes), die voorkomt in de wateren rondom Australië.
De vis kan een lengte bereiken van 1,5 meter maar wordt meestal rond de 40 cm groot. Zijn maximale gewicht is 12-15 kg maar de meeste soorten die gevangen worden, hebben maar een gewicht van 0,5-1,5 kg. 
De soort is hermafrodiet, ze worden als mannetjes geboren maar na een zekere lengte worden ze vrouwtjes.